# Fatato
Fatato là một hòn đảo nhỏ không có người ở nằm ở phía đông của Funafuti, Tuvalu. Năm 2002, Mạng lưới nghiên cứu biến đổi toàn cầu Châu Á - Thái Bình Dương (APN) đã chọn hòn đảo này để nghiên cứu có hệ thống về bờ biển của nó liên quan đến tác động của biến đổi khí hậu toàn cầu đối với các đảo san hô. Có thể tiếp cận hòn đảo này bằng cách đi bộ 20-30 phút từ Fongafale qua rạn san hô khi thủy triều xuống.